# 贝尔法斯特市政厅
贝尔法斯特市政厅（愛爾蘭語：Halla na Cathrach Bhéal Feirste；阿爾斯特蘇格蘭語：Bilfawst Citie Haw）是位于北爱尔兰贝尔法斯特市中心的登戈尔广场的建築物。兴建于1898-1906年，建築師由布倫威爾·托馬斯以新巴洛克式建築設計，共耗资約369,000英鎊，其四角都設有塔楼，中心是一个53公尺的绿色穹顶，控制了贝尔法斯特市中心的天际线。

## 歷史
貝爾法斯特市政廳的建造，是取代原位於維多利亞街的舊贝尔法斯特市政廳而成立。1888年，貝爾法斯特被維多利亞女王授予城市地位，隨即令貝爾法斯特進行都市擴張和大量亞麻、繩索製造、造船和工程工業蓬勃發展的崛起的認可正是在這種背景下，貝爾法斯特一度取代都柏林成為愛爾蘭人口最多的城市。並在新政府團隊的觀點下決定興建建造一座新政府大樓。
貝爾法斯特政府用他們從天然氣行業獲得的利潤來支付建造新市政廳的建設費用。該建築由布倫威爾·托馬斯爵士以新巴洛克式建築設計，並以波特蘭石作為主結構建造，新政府大樓於1906年6月1日開放。當地公司H&J Martin 和 WH Stephens 是參與設計和施工的公司。貝爾法斯特公司的首席城市建築師James G. Gamble是大約 1896-1906 年建造市政廳的主要工作人員。
位於南非德班的市政廳幾乎是貝爾法斯特市政廳的複製品。它建於1910年，是由受到貝爾法斯特市政廳設計啟發的Stanley G. Hudson設計。同由托馬斯爵士設計並於1913年完工的利物浦港务大厦則和贝尔法斯特市政厅有著相近的設計。

## 圖片
- 穹顶
- First floor Rotunda
- Sculpture of the Earl of Belfast
- Central staircase
- Main entrance
- Garden of Remembrance and The Cenotaph, Belfast
- Monument to Queen Victoria
- Plaque to honour the bravery of Eliza Ward
- Edward James Harland雕像
- James Horner Haslett雕像
- Daniel Dixon爵士雕像
- William James Pirrie雕像
- Robert James McMordie雕像

## 外部連結
- Belfast City Hall（页面存档备份，存于）

54°35′47″N 5°55′48″W / 54.596484°N 5.930053°W